# ABC Records
ABC Records foi uma gravadora americana fundada em Nova York em 1955 como ABC-Paramount Records. Surgiu como o selo de música popular administrado pela Am-Par Record Corporation, subsidiária da American Broadcasting Company (conhecida então como American Broadcasting-Paramount Theaters).
A Am-Par fundou também o selo de jazz Impulse!, adquirindo posteriormente diversos outros selos antes que toda sua divisão fosse incorporada à MCA Records em 1979.